# Adam Holzman (Pianist)

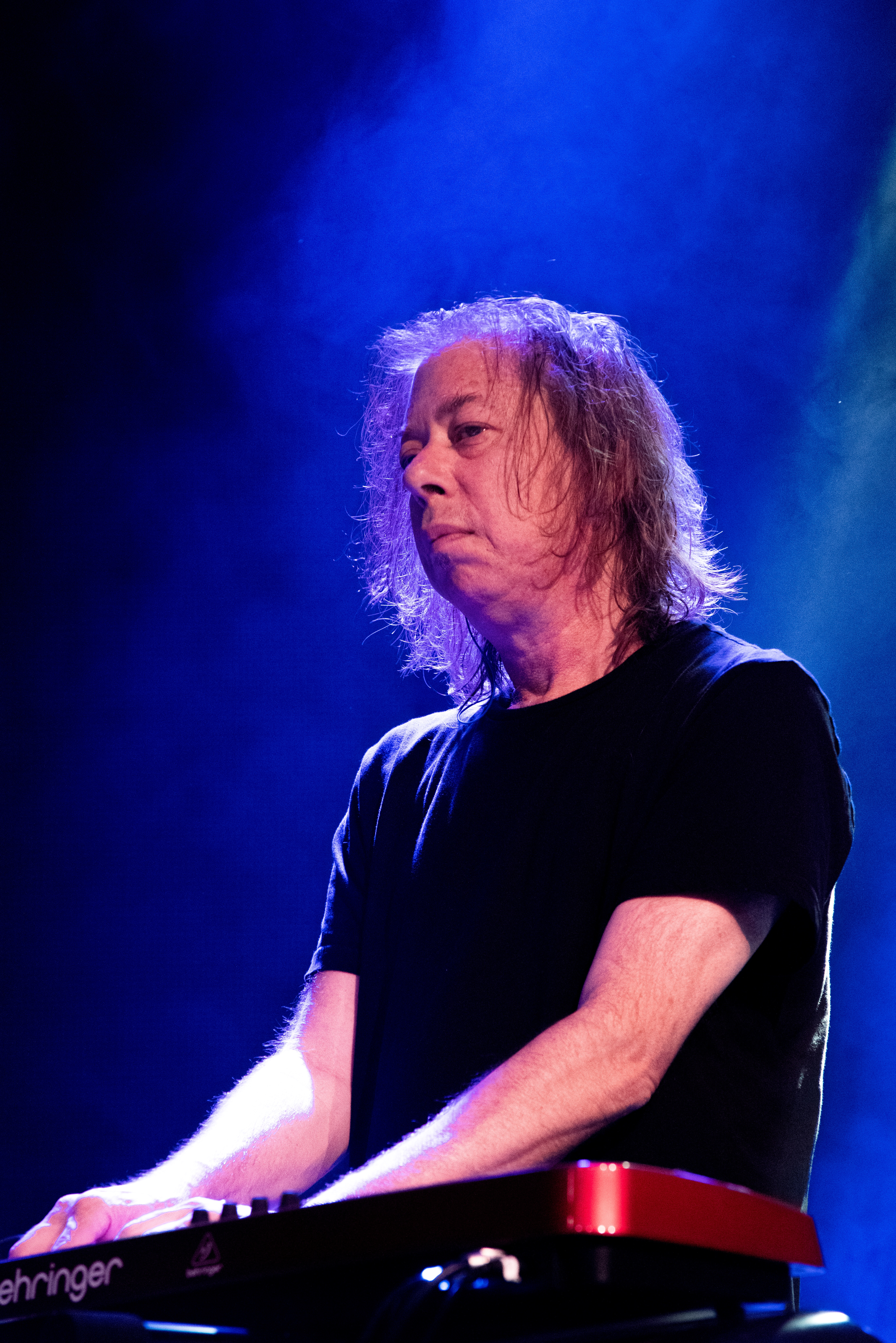
Adam Holzman, 2018

Adam Holzman (* 15. Februar 1958 in New York City) ist ein amerikanischer Fusionmusiker (Piano, Keyboard).

## Leben und Wirken
Holzman erhielt ab dem zwölften Lebensjahr Klavierunterricht. Durch seinen Vater, den Musikproduzenten Jac Holzman, kam er frühzeitig mit Rockmusikern wie Ray Manzarek in Kontakt, mit dem er in einer von Philip Glass produzierten Rockversion der Carmina Burana von Carl Orff mitwirkte. Er spielte in verschiedenen Rock- und Funkgruppen und arbeitete als Midi-Spezialist in einem Musikgeschäft. Nach dem Abschluss seines Musikstudiums 1984 zog ihn Miles Davis zu den Aufnahmen von Tutu heran. 1985 wurde er Mitglied der Davis-Band, wo er zunächst als zweiter Keyboarder und ab 1988 (nach dem Ausscheiden von Robert Irving III) als erster Keyboarder und musikalischer Leiter fungierte. Ende 1989 verließ er die Band von Miles Davis, um mit Michel Petrucciani auf Tour zu gehen.
Zwischen 1992 und 1994 arbeitete er sowohl bei Chaka Khan als auch bei Robben Ford, war aber auch mit seinem Bandprojekt „Mona Lisa Overdrive“ aktiv. 1995 ging er mit Wayne Shorter auf Welttournee. 1997 präsentierte er seine Band „Brave New World“ in Europa, mit der er zahlreiche Platten einspielte. Weiterhin arbeitete er mit Grover Washington, Mino Cinelu, Joe Lovano, Anthony Jackson, Buster Williams, Wallace Roney, Steps Ahead und den Kelvynators. Auch ist er auf Alben von Bob Belden, von Robin Kenyatta und von Teo Macero zu hören. 2011 spielte er auf der Welttour von Steven Wilson mit, auf der dessen Solo-Album Grace for Drowning präsentiert wurde; wirkte bei den Aufnahmen von Wilsons dritten Album The Raven That Refused to Sing (And Other Stories) und der darauf folgenden Tournee mit. 2015 gehört Holzman auch zum Lineup auf Steven Wilsons Album Hand. Cannot. Erase. und ist auch auf der folgenden Welttournee live zu erleben. Weiterhin gehört er zum IDO Quartet von Franz Hackl.

## Diskographische Hinweise
- In a Loud Way (1993)
- Overdrive (1994)
- Manifesto (1995)
- The Big Picture (1997)
- Jazz Rocket Science (2005)
- Spork (2011)
- Truth Decay (2018)

## Lexikalischer Eintrag
- Martin Kunzler: Jazz-Lexikon. Band 1: A–L (= rororo-Sachbuch. Bd. 16512). 2. Auflage. Rowohlt, Reinbek bei Hamburg 2004, ISBN 3-499-16512-0.[1]